# Vero Moda
Vero Moda är ett danskt klädmärke och en butikskedja för kvinnor med över 800 affärer världen över och försäljning via internet. Den grundades av Troels Holch Povlsen 1987, och introducerades i Sverige 1989. Märket ingår i Bestsellerkoncernen.